# Стара Носовиця
Стара Носо́виця — село в Україні, у Тараканівській сільській громаді Дубенського району Рівненської області. Розташоване на правому березі річки Ікви. Населення становило 313 осіб у 2022 році. Колишній орган місцевого самоврядування (до 2020 року) — Птицька сільська рада. З 2020 року село у складі Тараканівської сільської громади. 

## Історія
З давніх часів село розташовувалося на берегах річки Іква, річка в давні часи була на багато більша. Всі господарства по сезонно переносилися то далі від річки то ближче, тобто носили село туди й назад. Дана сезонність залежала від пори року. Весною наприклад під час розставання снігу та льоду господарства переносили подалі від річки, оскільки вода в річці підіймалася і виходила з берегів це загрожувало людям та свійським тваринам. Коли вода відступала для полегшення праці та зручності, господарства переносили по ближче до води. З цього і виникла назва села Носовиця від слова носилися. Так переказували найстаріші мешканці села. 
Село Стара Носовиця розміщене однією вулицею (Кременецька) уздовж дороги, будинки майже стоять в один ряд з однієї та іншої сторони дороги. Довжина села майже три кілометри. Село Носовиця отримало приставку до своєї назви Стара, після того як хутору Околиця, що розташовувався поруч за один кілометр присвоїли назву Нова Носовиця. В селі Стара Носовиця збудований старий храм скільки йому років достеменно ніхто сказати не може. Храм намагалися знищити за часів радянської влади та за часів не залежної України, але храм вистояв і сьогодні є гордістю мешканців села.  Також в селі є середня школа на території якої є виробничі майстерні по дереву та металу. Присутній в селі і фельдшерсько-акушерський пункт та бібліотека. Є декілька продуктових лавок. 
До 1998 року в селі був колгосп, але його спіткала доля як і всі інші колгоспи, залишилися одні руїни. Переважно дохід населення села складається з ведення домашнього господарства та розведення великої рогатої худоби. 
Село розташоване в досить хорошому та вигідному географічному положенні, має поруч річку завдяки якій в літній період не пересихають колодязі, також поруч є поклади торфу які зараз ніхто не видобуває, але як кажуть на все свій час. Можна з гордістю також говорити про родючі чорноземи села. 
Що стосується інфраструктури то теж не все так погано, в село проведений газ, та освітлена вулиця в темну пору доби. А також в селі курсує рейсовий автобус який з'єднує село з районним центром та сусідніми селами. За два кілометри від села розташована зупинка залізничного транспорту. 
Найбільша проблема у селі це дорога ! У селі дорога зроблена з каміння і з часом покриття настільки було знищене, що назвати це дорогою важко. 
Не далеко від села Стара Носовиця знаходиться поле-болото Татарка, свою назву отримало в 1647 році коли на тому болоті загін козаків під проводом Богдана Хмельницького розбили та втопили в болоті загін татар. Дана подія описується в підручниках історії України. 
Село Стара Носовиця за переказами старожилів має і темну сторону, оскільки в селі з покоління в покоління передавалися уміння і знання чорної магії, кажуть що й по сьогодні в селі живуть чарівниці. 
7 (20) листопада 1917 року, відповідно до Третього Універсалу Української Центральної Ради, увійшло до складу Української Народної Республіки. 
12 червня 2020 року, відповідно до розпорядження Кабінету Міністрів України № 722-р від «Про визначення адміністративних центрів та затвердження територій територіальних громад Рівненської області», увійшло до складу Тараканівської сільської громади. 
19 липня 2020 року, в результаті адміністративно-територіальної реформи та ліквідації  Дубенського (1939—2020) району, село увійшло до складу новоутвореного Дубенського району.